# Dysauxes quinquemacula
Dysauxes quinquemacula là một loài bướm đêm thuộc phân họ Arctiinae, họ Erebidae.